# 一条寺美奈
一条寺 美奈（いちじょうじ みな、1971年9月23日 - ）は、日本の元女優。本名（旧姓）・田中美奈子。身長162cmスリーサイズB78.W59.H80
大阪女学院高校一年生の時に映画「新宿純愛物語」のオーディションに合格し芸能界入り。映画と同名の主題歌を共演の仲村トオルとデュエットしている。
この作品とビー・バップ・ハイスクール高校与太郎狂騒曲の二作のみの活動で芸能界を引退、学業に専念し現役で早稲田大学第一文学部に入学した。
卒業後は丸の内の大手商社に入社し、学生時代の先輩と結婚した。